# Elizabeth Stride
Elizabeth Stride, född Elisabet Gustavsdotter 27 november 1843 i Torslanda, död 30 september 1888 i London, antas vara det tredje av Jack Uppskärarens offer. Hon mördades samma natt som Catherine Eddowes och var det första av två offer under den så kallade dubbelincidenten eller dubbelmordet i Uppskärarmålet. 
Hon växte upp i Stora Tumlehed på Hisingen, utanför dåvarande Göteborg, 

## Biografi

### Bakgrund
Elizabeth Stride var dotter till Gustaf Eriksson (1811–1879) och Beata Carlsdotter (1810–1869). Familjen var småbrukare i Torslanda och ägde inte marken de brukade. 
Hon flyttade 1860 till Karl Johans församling (då inom Örgryte pastorat) som piga, och 1864 till Göteborg. I mars 1865 registrerades hon som prostituerad av reglementeringsbyrån i Göteborg, och den 21 april samma år nedkom hon med en dödfödd dotter. I november samma år avregistreras hon som prostituerad och slapp därefter reglementeringen. Hon ska vid denna tid ha funnit anställning som tjänsteflicka. 

### Emigration, senare liv
Den 7 februari 1866 ansökte hon om tillstånd att emigrera till London, och den 10 juli samma år registrerades hon som ogift och tillhörig den svenska församlingen i London. Hon anlände troligen till London som tjänsteflicka hos en familj. 
Den 7 mars 1869 gifte sig Elizabeth med John Thomas Stride, en tretton år äldre byggnadsarbetare i London. Paret drev därefter en kaffeaffär på tre olika adresser i Poplar och fram till 1875. För sina bekanta skulle Stride senare uppge att hennes make och barn hade drunknat vid skeppet Princess Alice förlisning 1878, men paret hade inga barn, och John Stride avled 24 oktober 1884. I mars 1877 hade dock paret på hennes initiativ separerat, och efter ett nytt försök 1881 separerade makarna slutgiltigt samma år.
Efter sin slutgiltiga separation från maken 1881 levde Elizabeth Stride i Whitechapel, där hon livnärde sig på sömnad, städning, bidrag från den svenska församlingen i London och tidvis på prostitution. Hon bodde främst i ett inkvarteringhus på Flower and Dean Street 32. Från 1885 hade hon till och från ett förhållande med arbetaren Michael Kidney. Vid tidpunkten för hennes död var hennes förhållande med Kidney avslutat sedan fem dagar tillbaka.

### Död

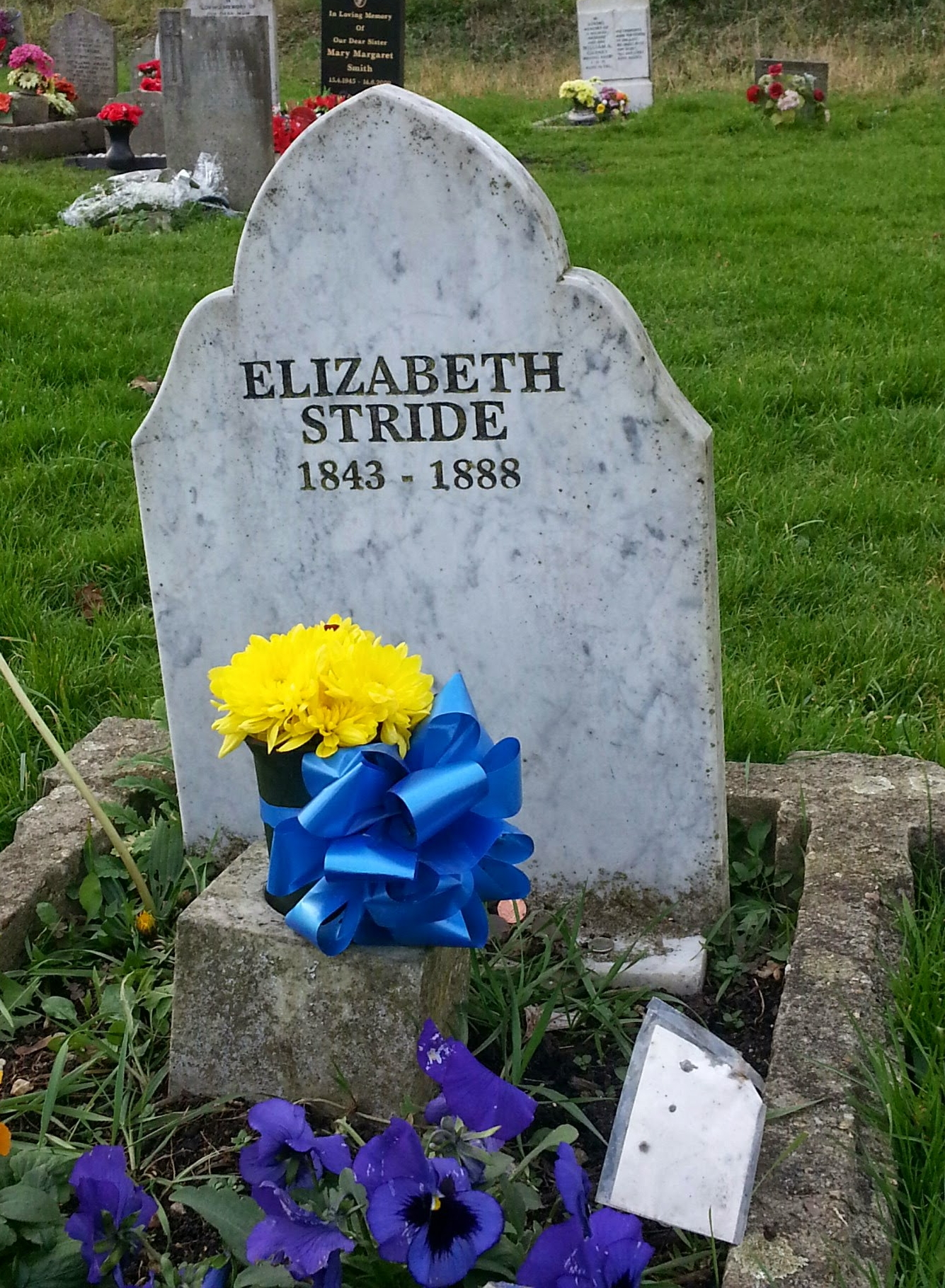
Elizabeth Strides grav.

Natten mellan lördagen den 29 och söndagen den 30 september 1888 hade Stride städat på det inkvarteringshus där hon bodde. Klockan 18:30 på söndagen mötte hon en av värdarna för sitt inkvarteringshus, Elizabeth Tanner, på krogen Queen's Head Public House för en drink. Hon lämnade krogen ensam, någon gång mellan 19:00 och 20:00. 
Klockan 23:00 sågs hon komma ut från puben Bricklayer's Arms på Settles Street, mittemot Berner Street, i sällskap med en man. Paret ska ha omfamnat och kysst varandra, och de sågs gå tillsammans mot Berner Street. 23:45 sågs hon stå och tala med en annan man på Berner Street 64. Klockan 00:00 uppgav en försäljare att han sålde vindruvor till Stride och en man. Detta vittnesmål har dock ifrågasatts. 
00:35 sågs hon i sällskap med ännu en man på Berner Street, mittemot International Working Men's Educational Club. 00:45 passerade Israel Schwartz Berner Street och såg där hur Elizabeth Stride talade med en man vid ingången till gränden. Mannen försökte sedan dra in henne i gränden, vände henne sedan och kastade ned henne på marken. Stride skrek kvävt tre gånger. Ännu en man stod bredvid och tände sin pipa. När mannen som attackerade kvinnan lade märke till Schwartz, skrek han till mannen som stod bredvid: "Lipski". Schwartz gick då sin väg, och då han märkte att han var förföljd av den man som hade stått bredvid, sprang han tills han märkte att han inte längre var förföljd. 
01:00 anlände Louis Diemschutz till Dutfield's Yard vid Berner Street, med sin hästdragna kärra. Hästen stannade till och vägrade gå vidare, och Diemschutz steg av och upptäckte då kroppen. Han trodde först att det var en berusad person, och gick in till International Working Men's Educational Club för att få hjälp, men då han återvände upptäckte han att det rörde sig om en död person. 01:16 anlände en läkare och dödförklarade Stride. 
Hennes hals hade blivit avskuren, men inga andra spår av hugg hade påträffats på kroppen. Detta har fått vissa Jack Uppskäraren-teoretiker att tro att Stride egentligen inte var ett av Jacks offer. Troligast är dock att mördaren blivit avbruten av Diemschutz, och därför lämnat platsen innan han hade hunnit utföra några stympningar. Diemschutz uppgav själv att han trodde att Jack Uppskäraren fortfarande fanns i gränden när han upptäckte kroppen, på grund av hästens uppförande och att kroppen fortfarande var varm, men det hade varit för mörkt för att kunna se något. 
Senare (inom en timme) mördades ännu en kvinna i närheten. Hon vanställdes på ett sätt som liknade Uppskärarens vanliga beteende. Vissa tror att Elizabeth föll offer för Michael Kidney, som hon också hade anmält för misshandel i april 1887 utan att det gått vidare till domstol.

### Begravning
Det finns inget som tyder på att Elizabeth hade någon ytterligare kontakt med sina föräldrar hemma i Sverige, efter att hon anlänt till London. Hennes föräldrar dog före henne, så de fick aldrig veta att hon hade mördats.
Elizabeth Stride begravdes den 6 oktober 1888, på Östra Londons kyrkogård. Hennes gravplats och gravsten finns fortfarande kvar.